# Escalera de los sobrevivientes
La escalera de los sobrevivientes fue la última estructura visible por encima del nivel del suelo en el sitio del World Trade Center. Originalmente fue un cubo al aire libre de dos tramos de escaleras revestidos de granito y una escalera que conectaba la calle Vesey con la Austin J. Tobin Plaza en el World Trade Center. Durante los atentados del 11 de septiembre de 2001, la escalera fue una ruta de escape para cientos de evacuados del 5 World Trade Center, un edificio de 9 plantas junto a las torres de 110 pisos.

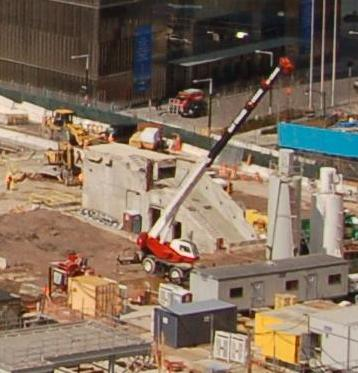
La escalera en 2007

## Esfuerzos de conservación
La preservación de la escalera se convirtió en un asunto de controversia desde el 11 de mayo de 2006, cuando fue catalogada como uno de los lugares en mayor peligro de América por el National Trust for Historic Preservation.
Las escaleras ocupaban parte del sitio del nuevo edificio de oficinas que la Autoridad Portuaria de Nueva York y Nueva Jersey estaban obligadas por contrato a limpiarlo antes de que el sitio fuese entregado al desarrollador Larry Silverstein de Silverstein Properties, que a su vez tenía una obligación contractual para el desarrollo el sitio como el edificio de oficinas "200 Greenwich Street", que también es referido como "la Torre 2" en el plan maestro.
La Red de Supervivientes del World Trade Center instó a la Autoridad Portuaria y a Silverstein a hacer un compromiso para preservar las escaleras, pero no tomó una decisión pública sobre el tema. Mientras tanto, las escaleras ya muy dañadas continuaron deteriorándose debido a las fuertes vibraciones causadas por la construcción de la estación permanente PATH, el World Trade Center Memorial y del 1 World Trade Center en el sitio.
En enero de 2007, la "Lower Manhattan Development Corporation" (LMDC), según Real Estate Weekly, rechazó un plan propuesto por el ingeniero estructural Robert Stillman, que actuaba como un consultor independiente, para mover la escalera en su totalidad. Stillman estimó que la medida costaría entre 500.000 y 700.000 dólares. Quienes apoyaban el desmantelamiento de la escalera afirmaban que el procedimiento costaría más de 2 millones.
A principios de agosto de 2007, Avi Schick, jefe de reurbanización del gobernador Eliot Spitzer, indicó que había planes para eliminar las escaleras de su estructura de hormigón para su posible uso en el World Trade Center Memorial Museum. Los 38 escalones serían incrustados en el lado de la escalera que conduce desde el centro del visitante al museo bajo tierra.
Confirmando los planes anteriores, el 31 de octubre de 2007 la LMDC anunció que las escaleras se removerían y se preservarían, restaurándose en el futuro en un lugar dentro del Memorial con una pantalla que explicaría su significado.
El 9 de marzo de 2008, la escalera fue trasladado por una grúa de 200 pies por la calle Vesey.